# Herb okręgu kłajpedzkiego

Herb okręgu kłajpedzkiego

Herb okręgu kłajpedzkiego przedstawia na tarczy o błękitnym skraju z dziesięcioma podwójnymi złotymi krzyżami jagiellońskimi, w polu czerwonym złoty blankowany mur miejski. Nad murem pomiędzy dwoma złotymi basztami wieża kościoła o srebrnych drzwiach zwieńczona srebrnym krzyżem. W podstawie tarczy znajdują się srebrne fale. Herb został przyjęty 7 lipca 2004 roku. Jego autorem jest Arvidas Každailis.